# Jacques Androuet du Cerceau
Jacques [I] Androuet du Cerceau —también escrito Du Cerceau, DuCerceau, o Ducerceau— (París, 1510 - Annecy, 1584) fue un arquitecto y diseñador francés. Cabeza de la familia Androuet du Cerceau, familia de destacados arquitectos franceses, se le asocia, junto con Pierre Lescot, Philibert Delorme y Jean Bullant, con la introducción de la arquitectura del Renacimiento en Francia. Aunque fue architecte du roi (arquitecto real), se le conoce más por las suites, o colecciones, de grabados que realizó a partir de 1549 en su imprenta de Orléans. Se le conoce también por haber aplicado las distintas proyecciones geométricas en sus láminas en lugar de limitarse a un solo tipo.
Se piensa que viajó por Italia entre 1530 y 1534 antes de instalarse en su taller de Orleans, donde publicó su primer libro, Quinque et viginti exempla arcuum..., sobre arcos, en 1549. Así mismo, por algunos de sus dibujos propios (a me inventa), que sugieren influencias del Renacimiento español más que de Italia, sobre todo en un arco dórico que recuerda a uno de Andrés de Vandelvira en la Sacra Capilla del Salvador, se piensa que podría ser uno de los luteranos que visitó a Esteban Jamete (Étienne Jamet), el escultor de Orleans que colaboró en varias obras de Vandelvira, entre 1535 y 1550. Por otra parte, durante esa época no fueron pocos los luteranos franceses trabajando en obras de este tipo en Castilla.
Trabajó en Orléans hasta 1559, cuando regresó a París, donde dedicó su Livre d'architecture a Enrique II de Francia. En 1569, debido a las Guerras de religión de Francia, huyó a Montargis, donde Renata de Francia, la hija de Louis XII y cuñada de Francisco I, ofrecía protección a los hugonotes. Su último libro, compuesto por cuarenta y ocho folios con ciento seis edificios y monumentos de la Antigua Roma, se publicó en 1584. Está dedicado a Jacques de Savoie, el marido de Anne d’Este, hija de Renata y quien acogíó al artista después de la muerte de esta en 1575. Contiene, así mismo, un mapa simplificado de Roma, que él mismo había publicada en 1578, y basadoa, a su vez, en el plano de Pirro Ligorio de 1561.

## Publicaciones
- Quinque et viginti exempla arcuum…, Orléans, s. n., 1549  ;
- Livre d’architecture … contenant les plans & dessaings de cinquante bastimens tous differens…, París, s. n., 1559;
- Liber Novus, complectens multas et varias omnis ordinis tam Antiquorum quam Modernorum fabricas…, s. l., s. n., 1560;
- Second livre d’architecture … contenant plusieurs et diverses ordonnances de cheminées, lucarnes, portes, fontaines…, Paris, André Weschel/ por Jacques Androuet du Cerceau, 1561;
- Leçons de perspective positive, París, Mamert Patisson, 1576. Primera edición de un manual bellamente ilustrado sobre la perspectiva para el uso de pintores, escultores y arquitectos. Este libro sobre la perspectiva se llevó a cabo durante un descanso de Androuet en el curso de sus trabajos en Les plus excellents bastiments de France. Algunas de las vistas de las casas de esta obra son cercanas a las ilustraciones posteriores del Bastiments. Este libro recoge setenta lecciones en el arte de la perspectiva, cada lección sobre problemas cada vez más difíciles como ayuda al artista en la construcción de perspectivas. Las lecciones se ilustran claramente con una plancha en cada lección. Una segunda edición fue publicada exactamente un siglo más tarde, en 1676;
- Le premier (second) volume des plus excellents bastiments de France, París, Gilles Beys,  1576-1579;
- Livre d’architecture … auquel sont contenues diverses ordonnances de plants et élévations de bastiments…, Paris, Pour Jacques Androuet du Cerceau, 1582 ;
- Petit traitte des cinq ordres de colomnes, París, por Jacques Androuet du Cerceau, 1583;
- Livre des Edifices antiques Romains, s. l., s. n., 1584.

## Galería de dibujos y grabados

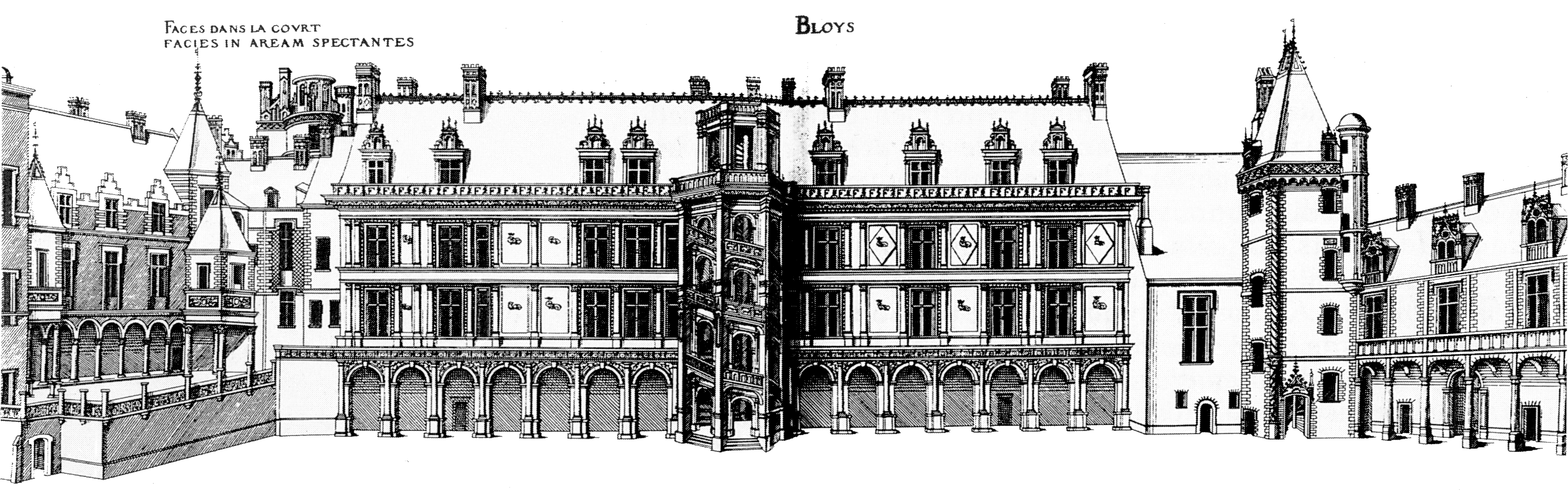
Patio interior del château de Blois, Loir-et-Cher, antes de 1579.
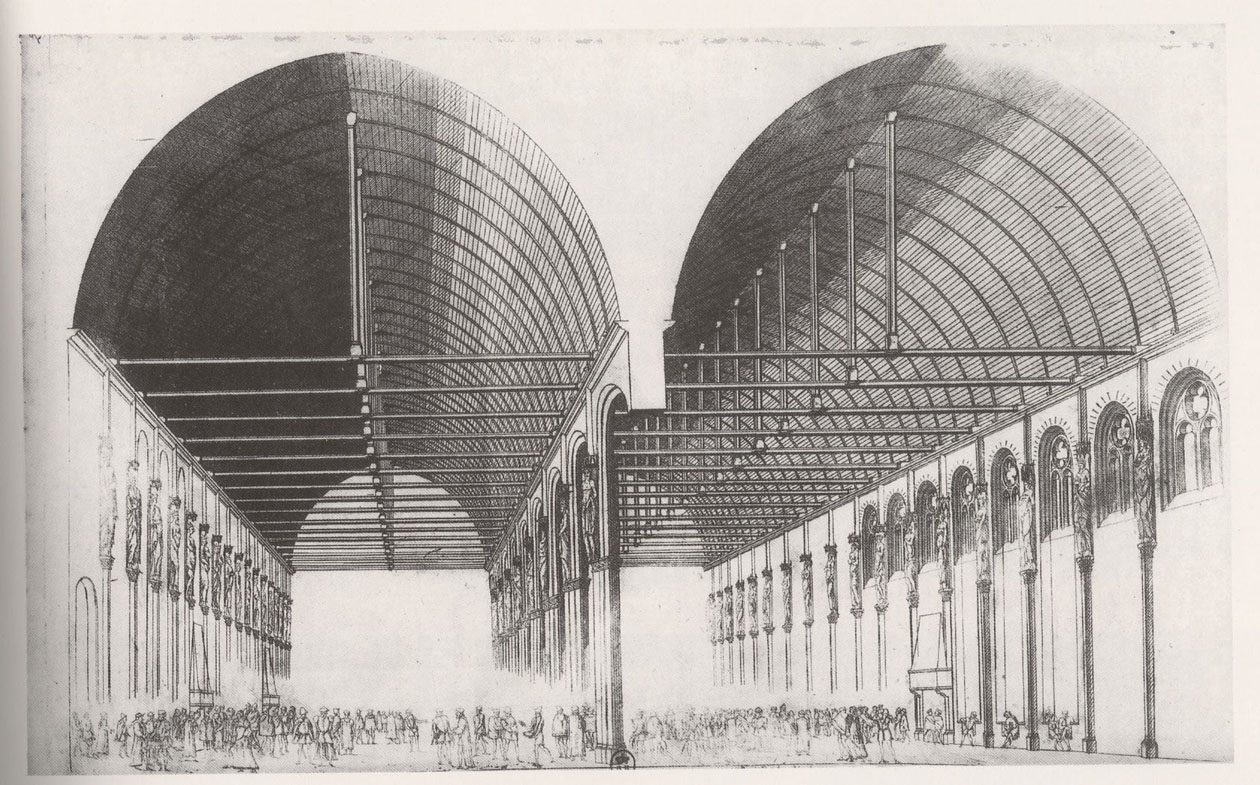
La Gran Sala del palais de la Cité, grabado de c. 1580.
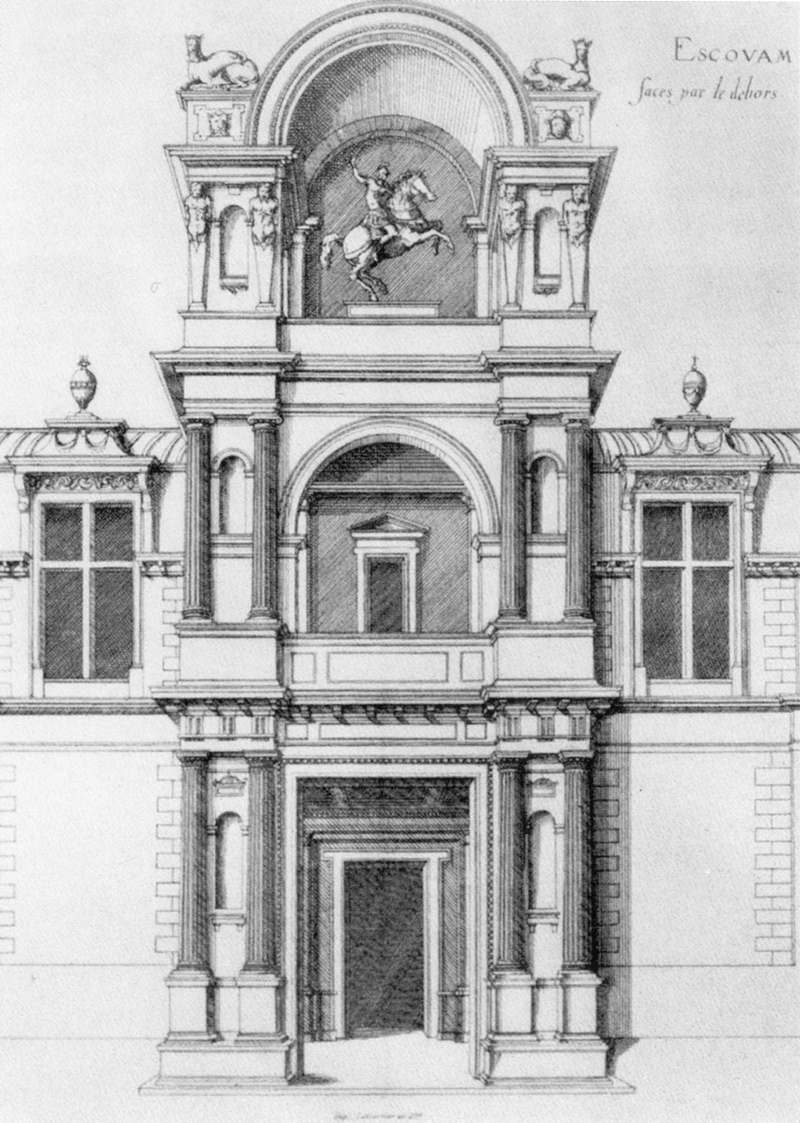
Detalle de la entrada principal del château d'Écouen (entre 1555 y 1560).